# Symon Budny
Symon Budny, také Budnyj, bělorusky Сымон Будны, polsky Szymon Budny, rusky Симеон Будный (asi 1530, Budne – 13. leden 1593, Višněva) byl středověký teolog, kterého lze považovat za Bělorusa, Poláka i Litevce. Ottův slovník naučný ho označoval za „litevského Rusína“, psal v staroběloruštině, tehdejším úředním jazyku polsko-litevské unie. Sám Budny národnostní otázku neřešil, byl totiž zastáncem sjednocení všech slovanských národů. Pocházel z běloruské rodiny, narodil se na území dnešního Polska a v Polsko-litevském soustátí šířil reformaci, zpočátku kalvinistickou, později se stal příznivcem antitrinitářů (neboli sociniánů, kteří navázali na dávné ariánství, říkalo se jim též „půlžidovská“ sekta). Teologické vzdělání získal na krakovské akademii. Poté byl pastorem v poznaňském Klecku. Roku 1562 vydal spis Katychysis, v němž hájil kalvinismus. Ariánské koncepce rozvíjel v textu Opravdanije hrišnaho čełovika pred Bohom. Roku 1570 přeložil do polštiny Bibli.